# Chimarra ino
Chimarra ino är en nattsländeart som beskrevs av G. Marlier 1981. Chimarra ino ingår i släktet Chimarra och familjen stengömmenattsländor. Inga underarter finns listade i Catalogue of Life.